# Synargis fenestrella
Espèce
Synargis fenestrella est un insecte lépidoptère appartenant à la famille  des Riodinidae et au genre Synargis.

## Taxonomie
Synargis fenestrella a été décrit par Percy Ireland Lathy en 1932 sous le nom de Thisbe fenestrella.

## Écologie et distribution
Synargis fenestrella est présent en Guyane et en Équateur.

### Protection
Pas de statut de protection particulier.